# Рукн ад-Дін Ходжа аль-Хакдк
Рукн ад-Дін Ходжа аль-Хакдк (д/н — 1253) — 3-й султан Кермана з династії Кутлугханідів у 1232—1252 роках. Також відомий як Рукн ад-Дін Мубарак Ходжачик.

## Життєпис
Єдиний син султана Барак Хаджиба і Ука-хатун. При народженні звався Мубарак Про молоді роки обмаль відомостей. 1234 року був відправлений батьком в якості заручника до монгольської столиці Каракоруму. Тут зумів затоваришувати з впливовим секретарем Чинкаєм, вихователем Ґуюка. 1235 року довідавшись про смерть батька домігся від кагана Уґедея надання ярлика на право панувати в Кермані. Того ж року з монгольським загоном повалив стриєчного брата — султана Кутб ад-Дін Мухаммад-хана.
Номінально визнав зверхність хана Хулагу. Прийняв ім'я Рукн ад-Дін. Кампанії монголів під час західного походу та в Малу Азії, боротьба з Багдадським халіфатом, дозволило султану почувати собі вільно, лише номінально визнаючи зверхність кагана.
У внутрішній політиці перевагу надавав каракитайській знаті, обмежуючи місцевих феодалів. Також не виявив ревності до ісламу, що відбулося в обмеженні впливу улемів на політику держави. Він більше турбувався інтригами поваленого султана Мухаммад-хана при дворі в Каракорумі.
1252 року новий хан Мунке підтримав суперника Рукн ад-Діна. В результаті той майже без спротиву залишив Керман, перебравшись Нусрат аль-Діном з Хазараспідів, атабека Луристану, а звідти — до свого небожа Салгур-Шаха, атабека Єзду. Невдовзі встановив дипломатичні контакти з багдадським халіфом Аль-Мустасімом, сподіваючись отримати допомогу проти монголів. Втім 1253 року Рукн ад-Дін на шляху до Багдада він потрапив у засідку монгольських військ. За наказом Мунке султан Кутб ад-Дін Мухаммад-хан стратив Рукн ад-Діна.